# Kallnach
Kallnach (französisch Chouchignies) ist eine politische Gemeinde im Verwaltungskreis Seeland des Kantons Bern in der Schweiz. Am 1. Januar 2013 wurde die südlich gelegene Gemeinde Niederried nach Kallnach eingemeindet. Kallnach fusionierte am 1. Januar 2019 mit Golaten zur Gemeinde Kallnach.

## Geographie
Kallnach gilt als das längste Strassendorf der Schweiz. Es erstreckt sich am Fuss einer Moräne des Rhonegletschers am Rande des Grossen Mooses und liegt an der Strasse von Lyss über Aarberg nach Kerzers. Der Ort verfügt über eine Bahnstation an der Broyelinie (Strecke Lyss–Aarberg–Kerzers).
Die Nachbargemeinden sind in alphabetischer Reihenfolge: Bargen, Finsterhennen, Fräschels FR, Kerzers FR, Mühleberg, Radelfingen, Siselen, Treiten und Wileroltigen.

## Geschichte
Überreste einer Römerstrasse, welche die Siedlungen Aventicum und Petinesca verband, wurden im Aspi gefunden. Ausgrabungen im Jahre 1989 förderten Strukturen zutage, die als römische Raststätte, Zollposten oder Pferdewechselstation interpretiert werden können. Noch im Frühmittelalter, während des 7. Jahrhunderts, lebten auf dem Gebiet des heutigen Kallnach Romanen, was anhand von Fundgegenständen und Grabbeilagen festgestellt werden konnte.
Erstmals wurde Kallnach im Jahr 1225 als Callaho urkundlich erwähnt. Vereinzelt finden sich auch abweichende Formen, wie Kalnacht oder Kalchnach.
Im Ersten Weltkrieg wurde das Dorf aus Versehen von französischen Bomben getroffen, es kam jedoch zu keinen Personen- und äusserst geringen Materialschäden.

### Ortsadel
Kallnach hatte, zumindest zeitweise, einen eigenen Ortsadel. So taucht beispielsweise ein Ritter Berthold von Kallnach urkundlich in den Jahren zwischen 1255 und 1265 in Erscheinung. Dieses Adelsgeschlecht taucht nochmals im Jahre 1363 auf, als eine Christina von Kallnach zusammen mit ihrem Mann Heinrich von Schünen einen jährlichen Zins von 3 Schilling an das Dominikaner-Kloster in Bern von einer halben Hofstatt in Bern in der Herrengasse stiftet. Einkünfte aus der zweiten Hälfte dieser Hofstatt wurden bereits ein Jahr zuvor von Albrecht Schäfer und seiner Frau zum Seelenheil gestiftet, was auf ein mögliches Verwandtschaftsverhältnis der beiden Familien hindeuten könnte.

## Brauchtum

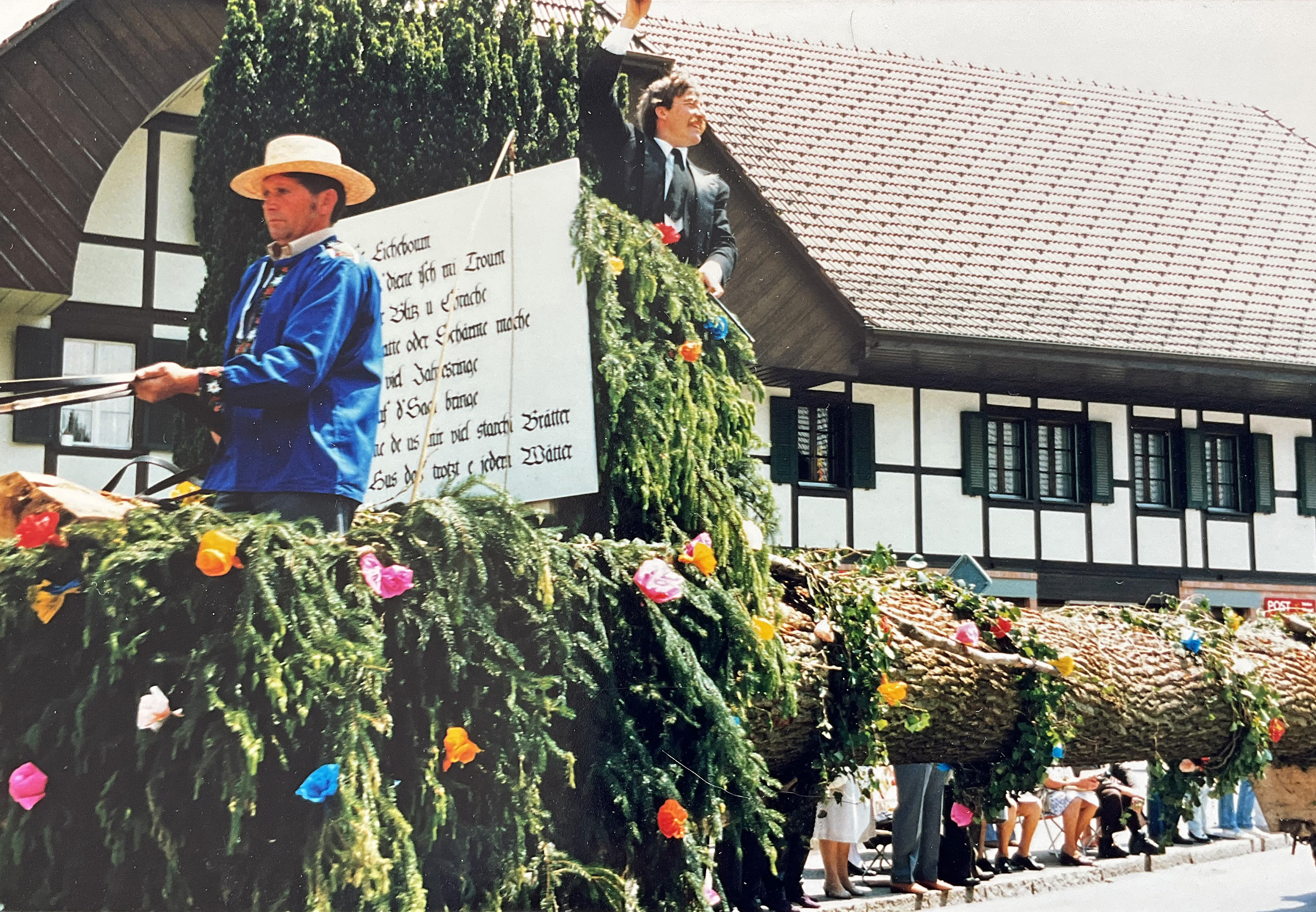
Eichenfuhr Kallnach, 1986

Einmal pro Generation – alle 20 Jahre – organisieren die unverheirateten Kallnacherinnen und Kallnacher die Eichenfuhr; ein Grossanlass mit Umzug durch das Dorf, Tanz und Festwirtschaft. Ursprünglich in der Tradition anderer Tannen- oder Trämelfuhren, welche im Seeland von der Fasnachtszeit in den Frühling/Sommer verlegt wurden, zieht der uralte magisch-kultische Brauch jeweils Besucher in Scharen ins Seeländer Dorf an. In Kallnach fanden Eichenfuhren 1889, 1898, 1907, 1926, 1946, 1966, 1986 und 2006 statt, wobei erst ab 1926 auch Frauen auftreten durften. Im Zentrum steht die Eiche, ein besonders schöner Baum der Burgergemeinde wird gefällt und mit Blumen und Zweigen geschmückt durch das Dorf gefahren. Neben den vielen neueren Umzugssujets treten bis heute Maskenfiguren auf, die so genannten Dorffiguren: der «Schnäggähüseler», der «Plätzlima», der «Chartäma», der «Mieschma» und der Bär mit der Bärenführerin, sowie Reifenschwinger. Den krönenden Abschluss des Festes bildet jeweils die Versteigerung des Baumstamms durch den «Eichenpfarrer», wobei der Erlös später den Beteiligten eine gemeinsame Reise finanziert.

## Politik
Die Exekutive besteht aus dem sechsköpfigen Gemeinderat. Die parteipolitische Zusammensetzung für die Legislaturperiode 2025–2028 ist folgendermassen: SVP 4 und glp 2. Gemeindepräsident ist Fabian Mori (SVP; Stand: 2025).
Bei den Nationalratswahlen 2023 betrugen die Wähleranteile in Kallnach (in Klammern die Veränderung im Vergleich zu den Wahlen 2019 in Prozentpunkten): SVP 47,28 % (+5,96), Mitte 11,12 % (−3,46), SP 10,92 % (+0,22), glp 8,97 % (+1,68), Grüne 6,45 % (−2,60), FDP 4,50 % (−1,50), EDU 3,87 % (+0,04), EVP 2,43 % (−0,07), SD 0,71 % (+0,30).

### Wappen
Das am 6. Februar 1945 offiziell vom Regierungsrat anerkannte und bestätigte Wappen zeigt In Blau ein silberner Glockenklöppel, begleitet von zwei goldenen Sternen.

## Bilder

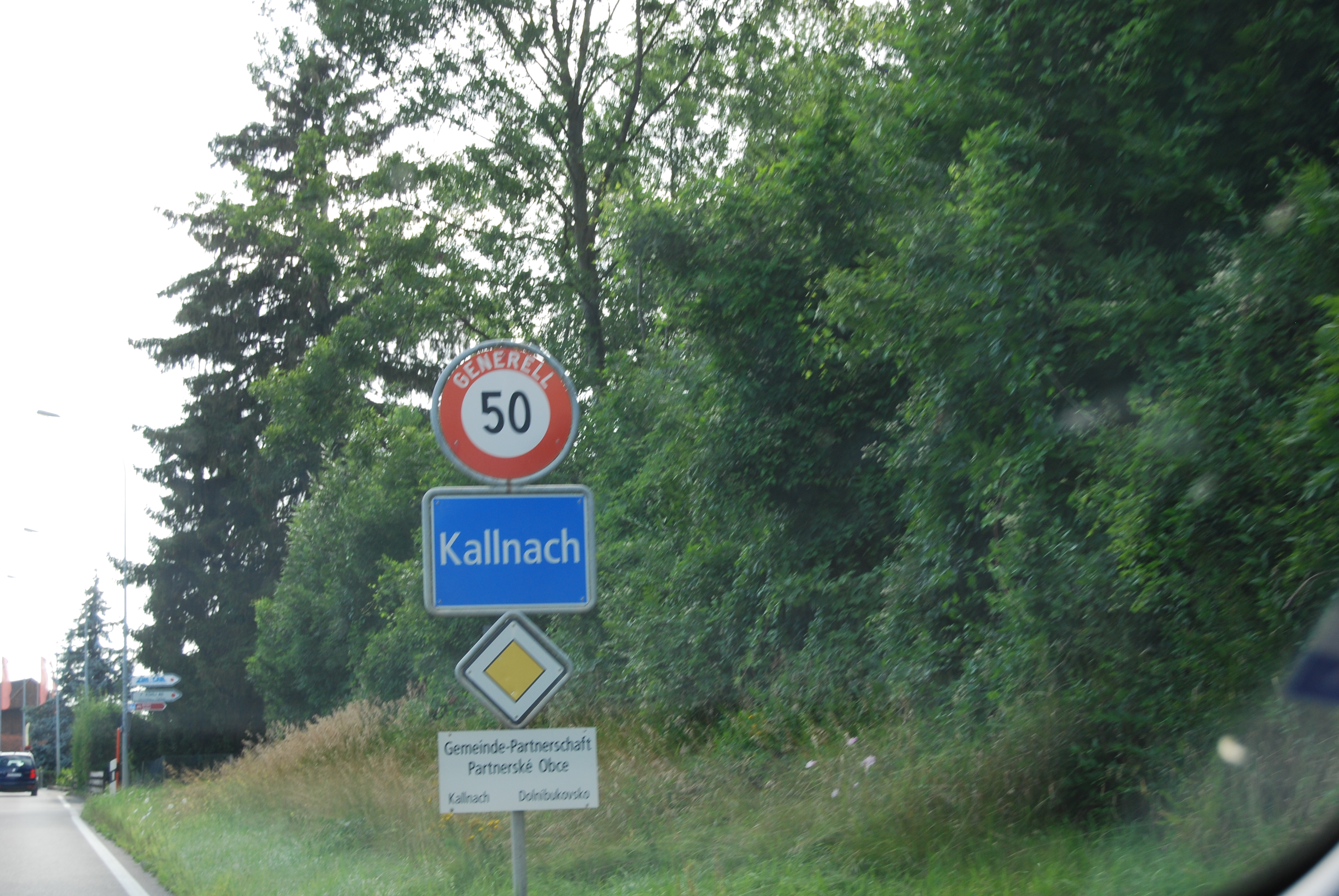
Ortseingang von Kallnach
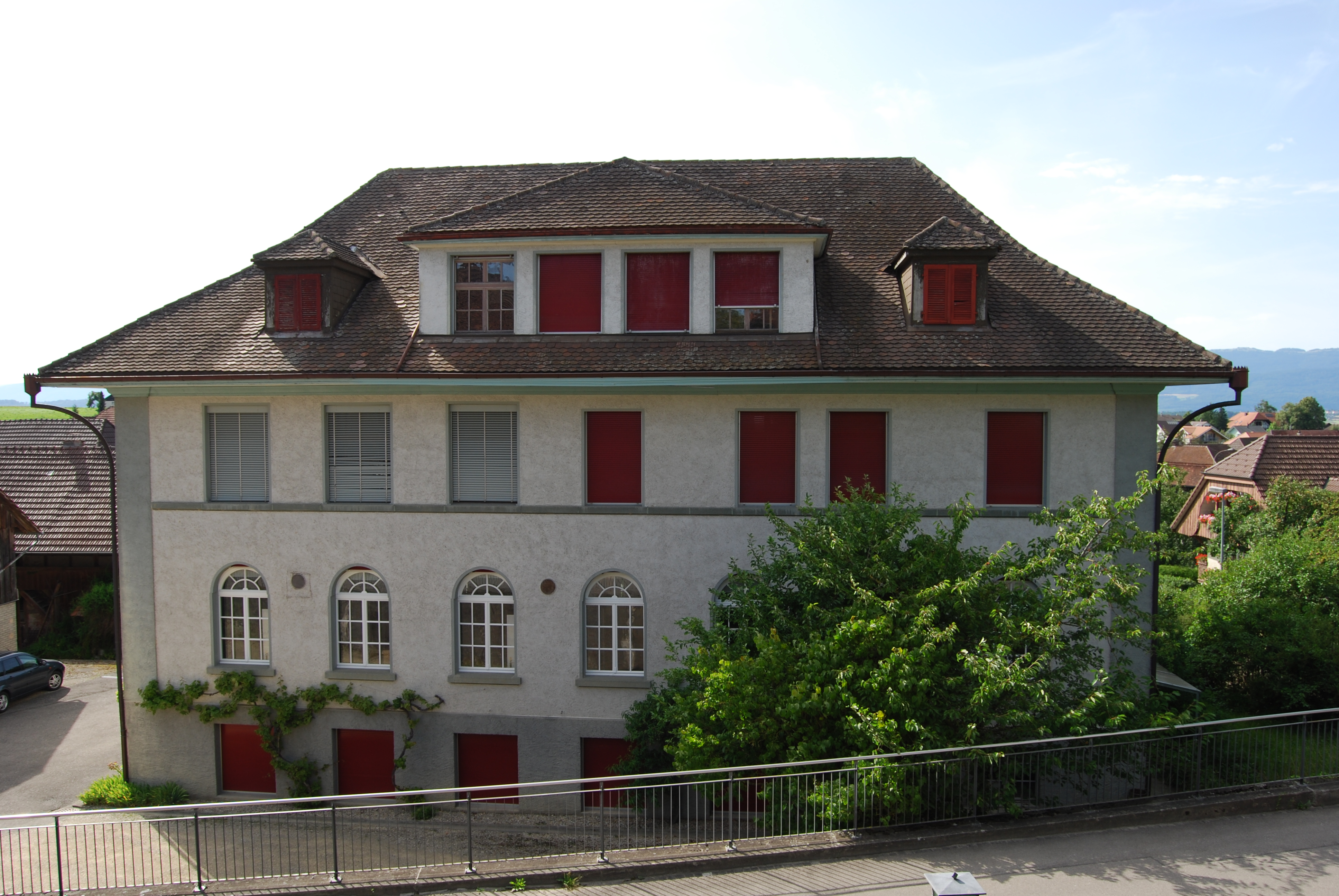
Gemeindeverwaltung
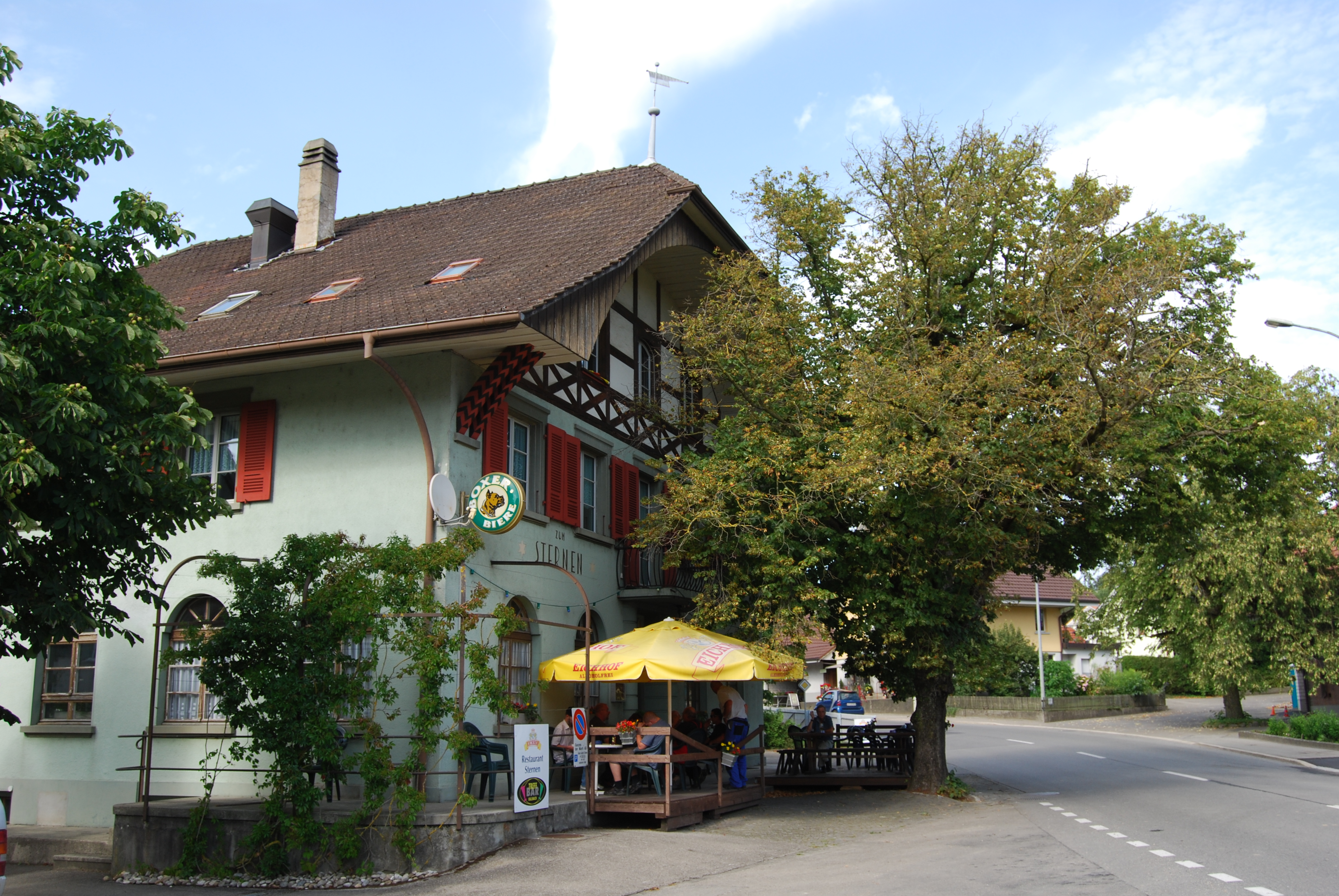
Fachwerkhaus im Ortszentrum
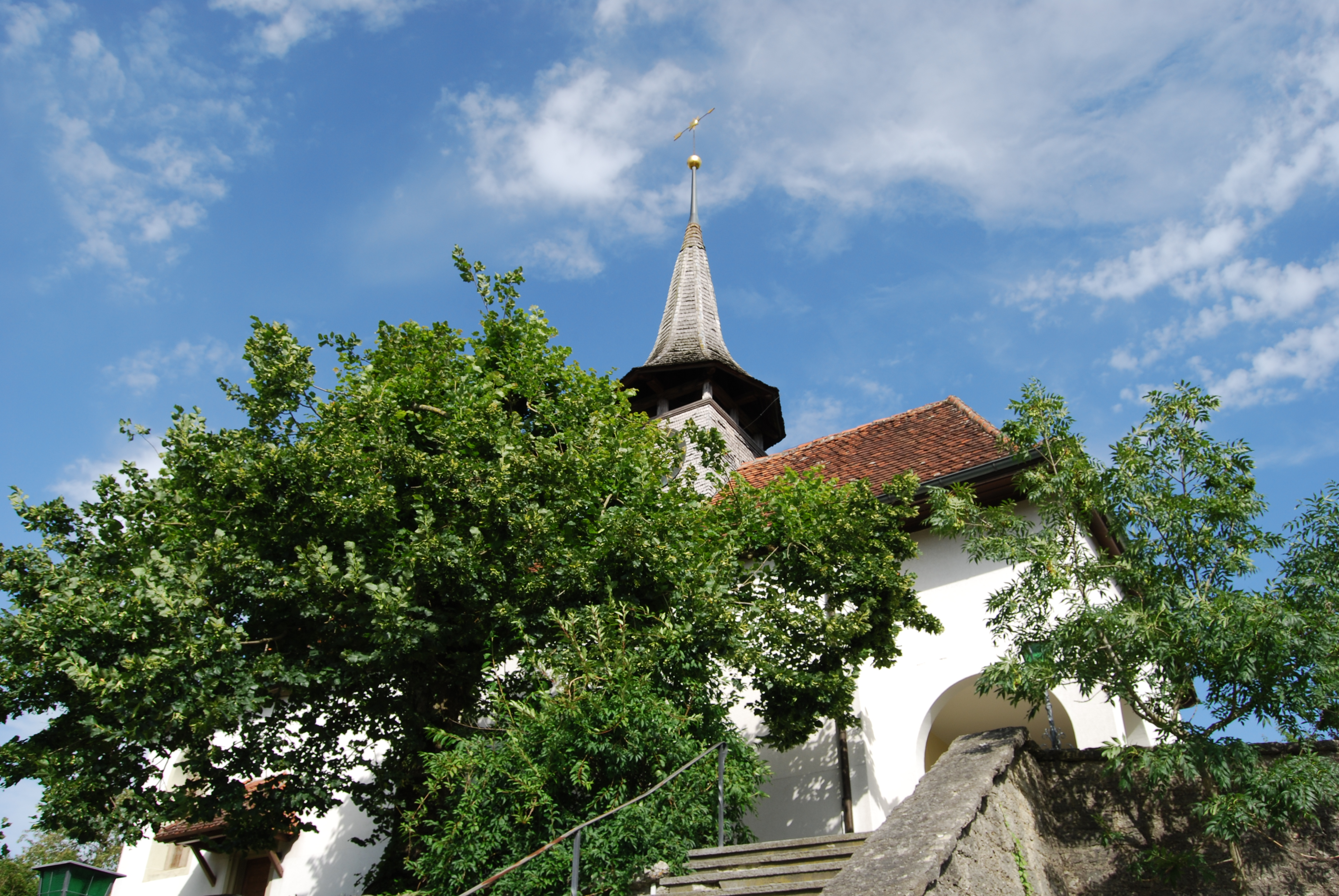
Kirche
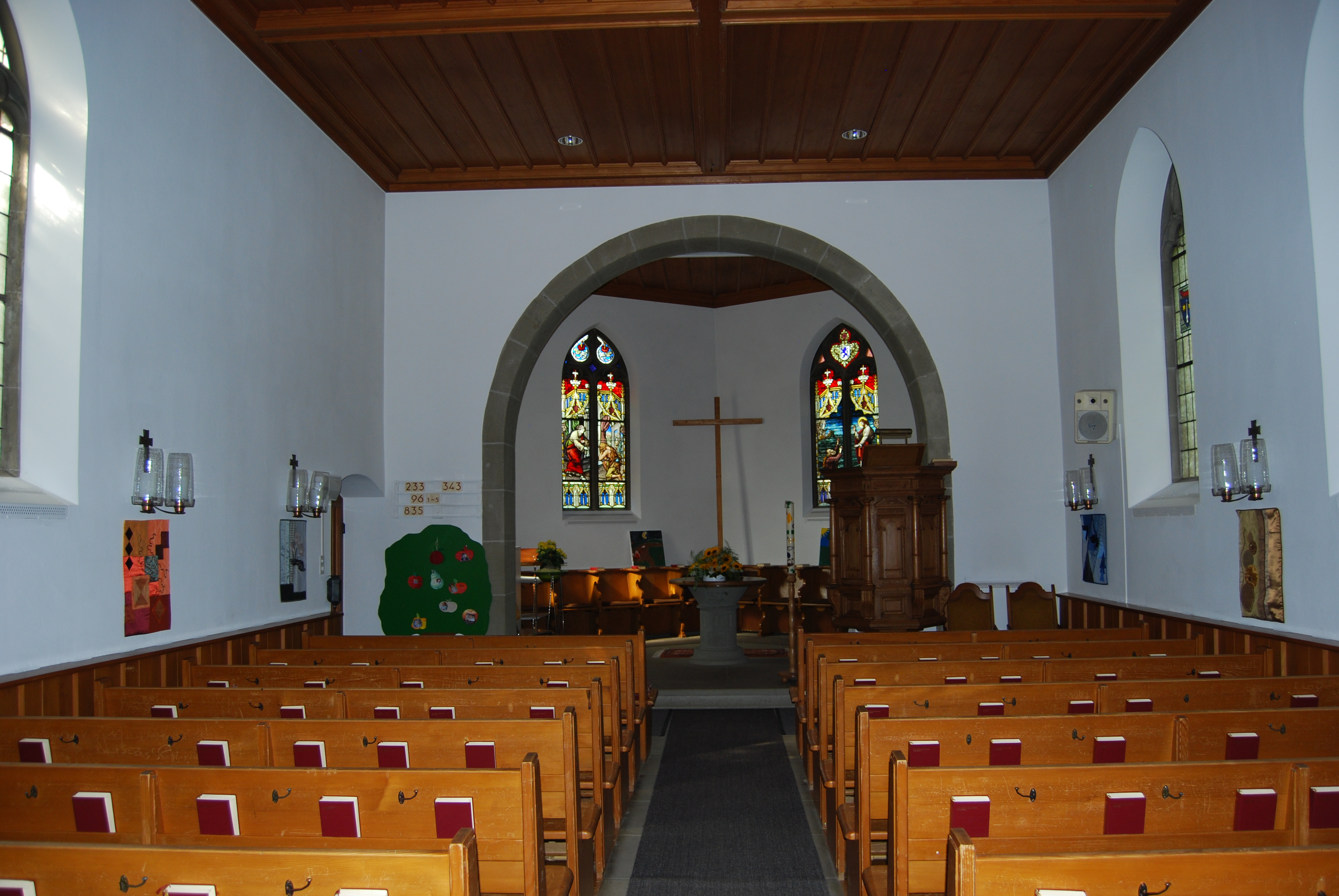
Innenansicht der Kirche
Luftbild (1954)